# Loison-sur-Créquoise
Loison-sur-Créquoise é uma comuna francesa na região administrativa de Altos da França, no departamento de Pas-de-Calais. Estende-se por uma área de 9,07 km². Em 2010 a comuna tinha 272 habitantes (densidade: 30 hab./km²).